# Suore della Beata Vergine Maria della Misericordia
Le suore della Beata Vergine Maria della Misericordia (in latino Institutum Sororum B. M. V. a Misericordia, in polacco Siostry Matki Bożej Miłosierdzia) sono un istituto religioso femminile di diritto pontificio.

## Storia

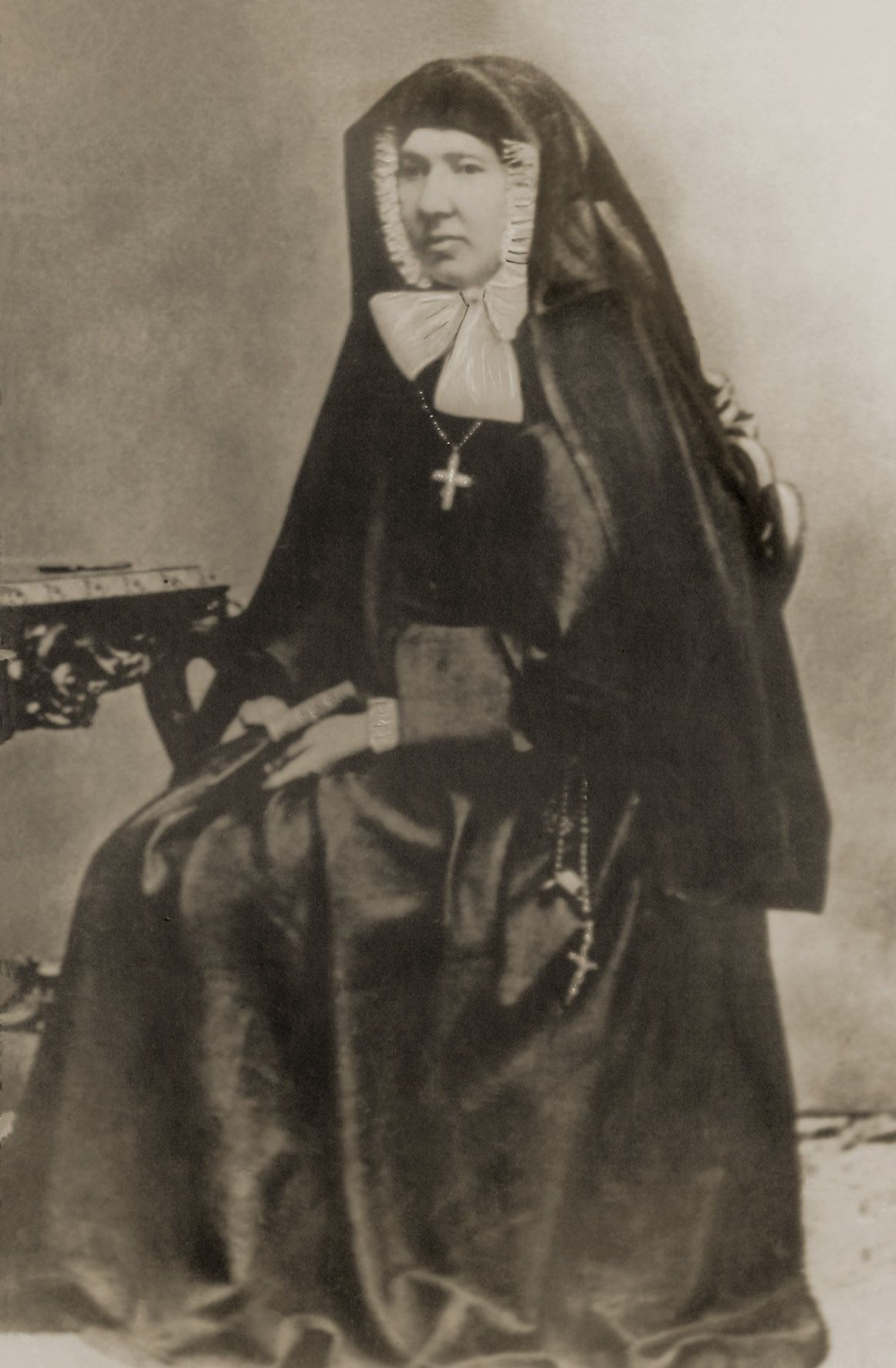
Teresa Ewa Potocka, fondatrice della congregazione

L'istituto deriva da quello delle suore di Nostra Signora della Misericordia, fondato nel 1816 a Laval da Thérèse Rondeau (1793-1866) per gestire la "Maison de la Miséricorde", destinata alla riabilitazione delle prostitute: il 1º novembre 1862 Teresa Ewa Potocka (1814-1881), che aveva lavorato con le religiose di Laval, fondò a Varsavia una congregazione con le stesse finalità e che applicava lo stesso metodo educativo elaborato della Rondau.
Per la sua fondazione la Potocka ebbe il sostegno di Zygmunt Szczęsny Feliński, arcivescovo di Varsavia: la congregazione ricevette il pontificio decreto di lode da papa Leone XIII il 7 settembre 1878; il 2 maggio 1922 papa Pio XI dichiarò definitivamente autonomo il ramo polacco dalla congregazione francese. Le suore della Beata Vergine Maria della Misericordia vennero approvate definitivamente dalla Santa Sede il 10 dicembre 1927.
Tra i maggiori esponenti della congregazione va ricordata la mistica di Cracovia Faustina Kowalska (1905-1938), canonizzata da papa Giovanni Paolo II nel 2000.

## Attività e diffusione
L'apostolato specifico delle suore della Misericordia è la riabilitazione delle donne traviate e la protezione delle giovani moralmente in pericolo: le religiose gestiscono case famiglia per donne in gravidanza e ragazze madri in difficoltà economica o respinte dalla famiglia. La spiritualità della congregazione si è formata con forti elementi ignaziani e la sua legislazione è modellata sulle costituzioni della Compagnia di Gesù.
Sono presenti soprattutto in Polonia ma anche in Bielorussia, Repubblica Ceca, Kazakistan, Italia, Slovacchia, Stati Uniti d'America e Terra santa: la sede generalizia è a Varsavia.
Al 31 dicembre 2005 l'istituto contava 411 religiose in 27 case.